# Fekete-Drin
A Fekete-Drin (macedónul Црн Дрим, albánul Drin i Zi) folyó Észak-Macedónia és Albánia területén, a Drin egyik alkotója. 
A folyó az Ohridi-tóból folyik ki Struga városkánál, Észak-Macedóniában, 695 méterrel a tengerszint felett. Északi irányba folyik a hegyek között, mígnem találkozik a Fehér-Drinnel Kukës városkánál, Albániában. Az Ohridi-tó és Preszpa-tó vízgyűjtőjének fölös vizét mind a Fekete-Drin szállítja az Adriai-tenger felé.
Hossza 149 km, ebből kb. 20 km határfolyó a két ország között. Az észak-macedóniai szakaszán két vízierőmű is üzemel.
Jelentősebb városok a Fekete-Drin mentén: Struga és Debar.